# 2015 في كرواتيا
فيما يلي قوائم الأحداث التي وقعت خلال عام 2015 في كرواتيا.

## سياسة

### تعيين في المنصب
- 18 فبراير – كوليندا غرابار كيتاروفيتش رئيس كرواتيا.

### انتهاء فترة المنصب
- 18 فبراير – إيفو يجوسيبوفيتش رئيس كرواتيا.

## رياضة
- 26 أبريل – طواف كرواتيا 2015 الفائزون 2015 CCC–Sprandi–Polkowice season [الإنجليزية]‏، Edward Ravasi [الإنجليزية]‏، ماسيج باتيرسكي، بريمو روغيليتش، Sylwester Szmyd [الإنجليزية]‏.

## وفيات

### أبريل
- 14 أبريل – إيفان شانتيك (مواليد 1932) لاعب كرة قدم كرواتي.

### يونيو
- 22 يونيو – لورا انطونيلي (مواليد 1941) ممثلة إيطالية.